# Wilhelm Lexis
Wilhelm Lexis (17 juillet 1837, Eschweiler, province de Rhénanie – 24 août 1914, Göttingen, province de Hanovre), de son nom complet Wilhelm Hector Richard Albrecht Lexis, était un statisticien, économiste et sociologue allemand. Le dictionnaire de statistiques d'Oxford le cite comme un « pionnier de l'analyse démographique par série chronologique. » On retient aujourd'hui de son œuvre deux apports majeurs : le diagramme de Lexis et le ratio de Lexis (en). Il établit également une théorie de la mortalité.